# Marathon van Utrecht 2002
De Utrecht Marathon 2002 (ook wel Leidsche Rijn City marathon) vond plaats op maandag 1 april 2002 (Tweede Paasdag). De organisatie was in handen van Athletic Point. Het parcours liep van Vleuten naar De Meern met als start- en finishlocatie de Middelweerdweg. 
De hele marathon werd gewonnen door de Belg Ronny Ligneel in 2:16.40. Hij was hiermee bijna twee minuten sneller dan Bruce Kilulai uit Kenia, die met een tijd van 2:18.21 over de finish kwam. De eerst aankomende vrouw was de Nederlandse Jolanda de Klerk, die voor de 42,195 km meer dan drie uur nodig had. 
Naast de hele marathon kende dit evenement ook een halve marathon. Deze wedstrijd werd bij de mannen gewonnen door John Kyalo Kiyui uit Kenia en bij de vrouwen door de tot Nederlandse genaturaliseerde Nadja Wijenberg. 
Later dit jaar vond er nog een halve marathon plaats in Utrecht, namelijk voor het Nederlands kampioenschap halve marathon.

## Uitslagen

### Marathon

#### Mannen
| rang   | naam             | land | tijd    |
| ------ | ---------------- | ---- | ------- |
| Goud   | Ronny Ligneel    | BEL  | 2:16.40 |
| Zilver | Bruce Kilulai    | KEN  | 2:18.21 |
| Brons  | Peter Kipoech    | KEN  | 2:24.47 |
| 4      | Gerrit Voortman  | NED  | 2:30.18 |
| 5      | Jos Lemmens      | BEL  | 2:34.40 |
| 6      | Reinhold Studer  | NED  | 2:35.58 |
| 7      | Kees Portegijs   | NED  | 2:36.33 |
| 8      | Vitali Lepikhov  | RUS  | 2:40.09 |
| 9      | Corne Klein      | NED  | 2:40.14 |
| 10     | Harald van Doorn | NED  | 2:42.40 |

#### Vrouwen
| rang   | naam             | land | tijd    |
| ------ | ---------------- | ---- | ------- |
| Goud   | Jolanda de Klerk | NED  | 3:09.35 |
| Zilver | Mirjam Olthoff   | NED  | 3:22.39 |
| Brons  | Jettie de Ruiter | NED  | 3:25.40 |

### Halve marathon

#### Mannen
| rang   | naam                | land | tijd    |
| ------ | ------------------- | ---- | ------- |
| Goud   | John Kyalo Kiyui    | KEN  | 1:05.14 |
| Zilver | Simon Kiilu         | KEN  | 1:05.24 |
| Brons  | Theo Van Den Abbeel | BEL  | 1:07.35 |
| 4      | Gino Van Geyte      | BEL  | 1:09.41 |
| 5      | Remco de Bree       | NED  | 1:10.24 |
| 6      | Michael Woerden     | NED  | 1:11.38 |
| 7      | Ptichou Itebe       | NED  | 1:12.59 |
| 8      | Joop Pauw           | NED  | 1:15.07 |
| 9      | Marcel Uppelschoten | NED  | 1:16.30 |
| 10     | Gerard Smit         | NED  | 1:16.31 |

#### Vrouwen
| rang   | naam            | land | tijd    |
| ------ | --------------- | ---- | ------- |
| Goud   | Nadja Wijenberg | NED  | 1:15.35 |
| Zilver | Jana Klimesova  | CZE  | 1:16.32 |
| Brons  | Petra Kamínková | CZE  | 1:16.36 |

1978 · 
1979 · 
1980 · 
1981 · 
1982 · 
1983 · 
1984 · 
1985 · 
1986 · 
1987 · 
1988 · 
1989 · 
1990 · 
1991 · 
1992 · 
1993 · 
1994 · 
1995 · 
1996 · 
1997 · 
1998 · 
1999 · 
2000 · 
2001 · 
2002 · 
2003 · 
2004 · 
2005 · 
2006 · 
2007 · 
2008 · 
2009 · 
2010 ·
2011 ·
2012